# Best of: Living the Dream
Best of: Living the Dream es el primer álbum recopilatorio en solitario de la vocalista soprano finlandesa Tarja Turunen. Salió a la venta el 2 de diciembre de 2022 y contiene versiones remasterizadas de canciones antiguas seleccionadas por Tarja, así como un nuevo sencillo titulado «Eye of the Storm». El álbum recopilatorio se publicó en varios formatos: CD, vinilo, mediabook y caja de edición limitada, y cada nuevo formato incluía más canciones de otros géneros de su obra.

## Antecedentes
En Best of: Living the Dream, Tarja combina sus éxitos más famosos y rarezas difíciles de encontrar en un álbum recopilatorio que incluye canciones de todos sus álbumes de estudio. Todas las canciones están remasterizadas. También incluye una nueva canción, «Eye of the Storm», un sencillo de su tercer álbum de estudio, Colours in the Dark. 
Tarja ha declarado: «Después de todos estos años, sigo sin creerme que haya llegado el momento de publicar un álbum “Best Of” en condiciones. Un álbum que contiene mis canciones favoritas de mis seis álbumes: My Winter Storm, What Lies Beneath, Colours in the Dark, The Brightest Void, The Shadow Self y In the Raw. Es realmente increíble pensar que han pasado 15 años desde que empecé mi carrera en solitario. ¿Dónde demonios han ido a parar todos estos años? No lo sé. Tantos momentos hermosos, increíble. Pero estoy realmente feliz de haber sido capaz de crear música que, en primer lugar, me ha hecho feliz. Y he visto que he hecho feliz a mucha gente. Con 15 años de hermosos recuerdos por delante, ha sido un sueño reunir esta colección. Y espero de verdad que la disfrutéis tanto como yo lo hice mientras la hacía".

## Gira mundial
Tarja anunció su gira Living the Dream Tour el 31 de enero de 2023, que comenzó en los Estados Unidos.  Luego anunció que junto con la gira, Marko Hietala se uniría a la gira, haciendo de esta su primera vez de gira juntos desde que ambos eran miembros de Nightwish en 2005. La gira con Marko comenzó en 2024, y contó con éxitos de Nightwish como «Dead To The World» y «Wish I Had An Angel», así como el estreno de una nueva canción de Marko titulada «Left on Mars».

## Lista de canciones
| Disc one |                                         |                             |          |  |
| N.º      | Título                                  | Original CD/Digital release | Duración |  |
| 1.       | «Eye of the Storm»                      |                             | 6:05     |  |
| 2.       | «I Walk Alone» (Single Version)         | My Winter Storm (2007)      | 4:01     |  |
| 3.       | «Die alive» (Alternative Version)       | My Winter Storm (2007)      | 4:10     |  |
| 4.       | «Enough»                                | My Winter Storm (2007)      | 5:13     |  |
| 5.       | «Falling Awake»                         | What Lies Beneath (2010)    | 4:43     |  |
| 6.       | «Until My Last Breath» (Single Version) | What Lies Beneath (2010)    | 3:52     |  |
| 7.       | «I Feel Immortal» (Radio Remix)         | What Lies Beneath (2007)    | 4:31     |  |
| 8.       | «Victim of Ritual»                      | Colours in the Dark (2013)  | 5:55     |  |
| 9.       | «500 Letters»                           | Colours in the Dark (2013)  | 4:22     |  |
| 10.      | «Never Enough»                          | Colours in the Dark (2013)  | 5:23     |  |
| 11.      | «Innocence» (Radio Edit)                | The Shadow Self (2016)      | 4:16     |  |
| 12.      | «Demons in You»                         | The Shadow Self (2016)      | 4:44     |  |
| 13.      | «Diva»                                  | The Shadow Self (2016)      | 5:45     |  |
| 14.      | «Dead Promises»                         | In the Raw (2019)           | 5:50     |  |
| 15.      | «Tears in Rain»                         | In the Raw (2019)           | 4:28     |  |
| 16.      | «You and I» (Band Version)              | In the Raw (2019)           | 4:09     |  |

| Disc two |                                    |                            |          |  |
| N.º      | Título                             | 2xCD + Blu-ray version     | Duración |  |
| 1.       | «Oasis»                            | My Winter Storm (2007)     | 5:11     |  |
| 2.       | «Sing For Me»                      | My Winter Storm (2007)     | 4:13     |  |
| 3.       | «Anteroom of Death» (Edit Version) | What Lies Beneath (2010)   | 4:09     |  |
| 4.       | «In for a Kill»                    | What Lies Beneath (2010)   | 4:41     |  |
| 5.       | «Naiad»                            | What Lies Beneath (2010)   | 7:11     |  |
| 6.       | «Crimson Deep»                     | What Lies Beneath (2010)   | 7:34     |  |
| 7.       | «Mystique Voyage»                  | Colours in the Dark (2013) | 7:13     |  |
| 8.       | «Deliverance»                      | Colours in the Dark (2013) | 7:27     |  |
| 9.       | «Into the Sun» (Versión Estudio)   | Left in the Dark EP (2014) | 6:10     |  |
| 10.      | «Eagle Eye»                        | The Shadow Self (2016)     | 5:01     |  |
| 11.      | «Too Many»                         | The Shadow Self (2016)     | 7:49     |  |
| 12.      | «Love to Hate»                     | The Shadow Self (2016)     | 5:57     |  |
| 13.      | «Shadow Play»                      | In The Raw (2019)          | 7:21     |  |

## Posicionamiento en lista
| Gráfica (2023)                      | Pico de posición |
| ----------------------------------- | ---------------- |
| Finlandia (Suomen virallinen lista) | 8                |
| Alemania (Offizielle Top 100)       | 41               |
| UK Rock and Metal Albums (BPI)      | 11               |

## Personal
- Dirección artística – Marcelo Isaac Cabuli, Tarja Turunen
- Arte de tapa – Sebastian Rohde
- Arte gráfico– Tim Tronckoe
- Mezclado por – Justin Shturtz
- Voz – Tarja Turunen, Alissa White-Gluz (en canción 12), Björn Strid (en canción 14)